# Gare de Ria
Gare de Ria – przystanek kolejowy w Ria-Sirach, w departamencie Pireneje Wschodnie, w regionie Oksytania, we Francji. Jest zarządzany przez SNCF (budynek dworca) i przez RFF (infrastruktura). 
Został otwarty w 1884 przez Compagnie des chemins de fer du Midi et du Canal latéral à la Garonne. Stacja jest obsługiwana przez pociągi TER Languedoc-Roussillon.

## Położenie
Stacja znajduje się na linii Perpignan – Villefranche - Vernet-les-Bains, w km 510,917, pomiędzy stacjami Prades - Molitg-les-Bains i Villefranche - Vernet-les-Bains, na wysokości 406 m n.p.m.

## Linie kolejowe
- Perpignan – Villefranche - Vernet-les-Bains